# Hyperolius camerunensis
Espèce
Statut de conservation UICN

 LC  : Préoccupation mineure
Hyperolius camerunensis est une espèce d'amphibiens de la famille des Hyperoliidae.

## Répartition
Cette espèce est endémique de l'Ouest du Cameroun. Elle se rencontre entre 450 et 1 200 m d'altitude,.

## Étymologie
Son nom d'espèce, composé de camer[o]un et du suffixe latin -ensis, « qui vit dans, qui habite », lui a été donné en référence au lieu de sa découverte, le Cameroun.

## Publication originale
- Amiet, 2004 : A new species of Hyperolius from Cameroun (Amphibia, Anura, Hyperoliidae). Revue Suisse de Zoologie, vol. 111, p. 567-583 (texte intégral).